# Зграя (фільм, 1985)
«Зграя» («Bande») — радянський художній фільм 1985 року, знятий режисером Арво Круусементом на кіностудії «Талліннфільм».

## Сюжет
За романом Д. Хеммета «Скляний ключ». Напередодні виборів у сенат голова великого тресту Пол Медвіг, який керує міською мафією, робить все, щоб знову було обрано його людину — сенатора Генрі. Однак несподіване вбивство сина сенатора плутає карти Медвіга: його службовець, у минулому приватний детектив Нед Бомонт, повертається до старого ремесла і береться розслідувати цю справу, маючи чіткі підстави вважати вбивцею самого Генрі.

## У ролях
- Тину Карк — Нед Бомонт (дублював Юрій Лазарев)
- Аарне-Маті Юкскюла — Пол Медвіг (дублював Вадим Яковлєв)
- Рейн Мальмстен — Шед О. Рорі (дублював Валерій Кравченко)
- Олев Ескола — сенатор Генрі (дублював Володимир Татосов)
- Яаан Грюнманн — роль другого плану
- Еріка Торгер — місіс Медвіг, мати Пола
- Талво Пабут — Тейлор Генрі
- Мара Звайгзне — Джанет Генрі
- Рита Рятсепп — Опел Медвіг
- Тину Аав — прокурор Фарр
- Енн Краам — Берні Деспейн
- Кайє Міхкелсон — Лі Вілшир
- Айн Лутсепп — Джеф
- Енн Клоорен — Віскі
- Регіна Разума — Елойс
- Яаан Паавле — Хінкль
- Тину Оя — роль другого плану
- Чингіз Агамалієв — роль другого плану
- Яан Кілп — роль другого плану
- Калев Иунапуу — роль другого плану
- Каарел Папагой — роль другого плану
- Кюллі Палмсаар — роль другого плану
- Марія Кльонська — роль другого плану
- Ендель Сіммерманн — роль другого плану
- Віллем Індріксон — роль другого плану
- Каарел Тоом — роль другого плану
- Астрід Арак — роль другого плану
- Рудольф Аллаберт — роль другого плану
- Валдур Хімбек — роль другого плану

## Знімальна група
- Режисер — Арво Круусемент
- Сценарист — Микола Іванов
- Оператор — Юрій Сілларт
- Композитори — Андрес Валконен, Раймо Кангро
- Художник — Тоомас Хирак